# Inger
Inger – jednostka osadnicza w Stanach Zjednoczonych, w stanie Minnesota, w hrabstwie Itasca.